# Jelisiej Smoła-Smolenko
Jelisiej Klimientjewicz Smoła-Smolenko, ros. Елисей Климентьевич Смола-Смоленко (ur. 26 czerwca 1894 w Kijowie, zm. 13 listopada 1964 w Palo Alto) – rosyjski wojskowy (podpułkownik), dowódca 4 Kompanii 3 Pułku, a następnie 6 Kompanii II Batalionu 5 Pułku Rosyjskiego Korpusu Ochronnego podczas II wojny światowej, emigracyjny działacz kombatancki.
W 1914 r. ukończył gimnazjum klasyczne w Żytomierzu, zaś w 1915 r. 2 szkołę praporszczików w Odessie. Służył w 155 Batalionie Zapasowym. Brał udział w I wojnie światowej. Przeszedł do 321 Okskiego Pułku Piechoty. Kilkakrotnie był ranny. W 1917 r. został dowódcą oddziału karabinów maszynowych. Doszedł do stopnia porucznika. W styczniu 1918 r. wstąpił do nowo formowanych wojsk białych gen. Antona I. Denikina. Służył w Pułku Partyzanckim. Od marca tego roku służył w 2 Kompanii Pułku Oficerskiego. Uczestniczył w 1 Marszu Kubańskim. Od września służył w 1 Kompanii 1 Oficerskiego Pułku Markowskiego. Podczas walk z bolszewikami trzykrotnie był ranny (stracił prawą rękę). W październiku 1920 r. został awansowany do stopnia podpułkownika. W połowie listopada tego roku wraz z wojskami białych został ewakuowany z Krymu do Gallipoli. Na emigracji zamieszkał w Bułgarii. Po zajęciu Jugosławii przez wojska niemieckie w kwietniu 1941 r., wstąpił do nowo formowanego Rosyjskiego Korpusu Ochronnego. Od lipca 1944 r. dowodził 4 Kompanią 3 Pułku. Dwukrotnie był ranny. Na początku 1945 r. objął dowództwo 6 Kompanii II Batalionu 5 Pułku. Odznaczono go Krzyżem Żelaznym 2 klasy. Po zakończeniu wojny wyemigrował do Chile. Od 1958 r. mieszkał w USA. Był członkiem Stowarzyszenia Weteranów Rosyjskich Wielkiej Wojny w San Francisco. Przewodniczył komisji rewizyjnej miejscowego oddziału Związku Żołnierzy Rosyjskiego Korpusu.